# Apostolischer Feldvikar
Der Apostolische Feldvikar (bzw. Apostolischer Vikar der k.k. Heere) war der oberste römisch-katholische Geistliche für die Armee in der Habsburgermonarchie von 1733 bis 1918. Er stand dem Apostolischen Feldvikariat innerhalb der k.u.k. Militärseelsorge vor.
Der Apostolische Feldvikar wurde vom Kaiser ernannt und vom Heiligen Stuhl bestätigt. Ihm stand die geistliche Jurisdiktion über die kaiserliche Armee in Kriegs- und Friedenszeiten zu. Der genaue Umfang dieser Jurisdiktion wurde in der hofkriegsräthlichen Normalverordnung vom 5. Oktober 1808 festgelegt, blieb aber umstritten und war im Laufe der Zeit einigen Änderungen unterworfen.
Durch die Neuziehung der Diözesangrenzen 1785 wurde das Bistum Wiener Neustadt aufgehoben. Der damalige Bischof von Wiener Neustadt, Johann Heinrich von Kerens, war zugleich erster Apostolischer Feldvikar und blieb es auch als Bischof der neu geschaffenen Diözese St. Pölten. Ebenso mit dem Amt des Apostolischen Feldvikars betraut wurden seine Nachfolger, die Bischöfe Hohenwart und Crüts van Creits. Schon unter dem St. Pöltner Bischof Dankesreither war die Verbindung der zwei Ämter unterbrochen, auch wenn sie unter Bischof Pauer nochmals von 1824 bis 1826 und später auch unter den Bischöfen Wagner und Leonhard und noch einmal unter Bischof und Militärvikar Žak bestand. Der Sitz des Apostolischen Feldvikariates wurde 1826 folgend nach Wien verlegt, wo mit der Feldkonsistorial-Kanzlei bereits die Kanzleigeschäfte der militärischen Kirchenangelegenheiten (bis 1871 auch die militär-geistliche Ehegerichtsbarkeit) geführt wurden. 